# Xenohammus lumawigi
Xenohammus lumawigi là một loài bọ cánh cứng trong họ Cerambycidae.